# 2000 GL147
2000 GL147, também escrito como 2000 GL147, é um objeto transnetuniano (TNO) que está localizado no cinturão de Kuiper, uma região do Sistema Solar. Este corpo celeste é classificado como um plutino, pois, o mesmo está em uma ressonância orbital de 2:3 com o planeta Netuno. Ele possui uma magnitude absoluta (H) de 8,9 e, tem um diâmetro estimado com cerca de 73 km.

## Descoberta
2000 GL147 foi descoberto no dia 02 de abril de 2000 pelos astrônomos  D. C. Jewitt, C. A. Trujillo e S. S. Sheppard.

## Órbita
A órbita de 2000 GL147 tem uma excentricidade de 0.202 e possui um semieixo maior de 39.334 UA. O seu periélio leva o mesmo a uma distância de 31.390 UA em relação ao Sol e seu afélio a 47.277.